# (8386) Vanvinckenroye
(8386) Vanvinckenroye (1993 BB6) – planetoida z pasa głównego asteroid okrążająca Słońce w ciągu 4,99 lat w średniej odległości 2,92 au. Odkryta 27 stycznia 1993 roku.